# Henri-Jacques Lucas
Pour les articles homonymes, voir Lucas.
 (septembre 2015).
Si vous disposez d'ouvrages ou d'articles de référence ou si vous connaissez des sites web de qualité traitant du thème abordé ici, merci de compléter l'article en donnant les références utiles à sa vérifiabilité et en les liant à la section « Notes et références ».
Henri-Jacques Lucas est un juriste universitaire français né à Meknès le 25 novembre 1939 et mort à Poitiers le 3 juillet 2013. À l'origine spécialiste de droit international privé, ce professeur agrégé des facultés de droit développe à l'Université de Poitiers le droit de la propriété intellectuelle, en particulier à travers deux structures : le magistère en droit des TIC et le CECOJI (centre de recherches affilié au CNRS). Il coécrit avec son frère, le professeur André Lucas, le Traité de la propriété littéraire et artistique aux éditions Litec, dont la quatrième et dernière version est parue peu avant son décès.

## Direction de thèses
- Koffi Ahiaku Sadia, Les instruments internationaux de lutte contre la contrefaçon[7]
- Maïté Guillemain, Les chaînes de contrats[7]
- Laurent Brochard, Le rire en droit privé[7]
- Dominique Bougerol, La notion d’œuvre audiovisuelle[7]
- David Lefranc, La renommée en droit privé[7]
- Isabelle Landreau-Aleman, Le droit des marques au Japon[7]
- Florence Chérigny, La révision judiciaire des conventions en droit privé français, 1994[8]
- Jean-François Bourque, Le règlement des litiges multipartites dans l'arbitrage commercial international, 1989[9]